# Apsley River (vattendrag i Australien, Tasmanien)
Apsley River är ett vattendrag i Australien. Det ligger i delstaten Tasmanien, i den sydöstra delen av landet, omkring 130 kilometer nordost om delstatshuvudstaden Hobart.
I omgivningarna runt Apsley River växer i huvudsak städsegrön lövskog. Trakten runt Apsley River är nära nog obefolkad, med mindre än två invånare per kvadratkilometer. Genomsnittlig årsnederbörd är 635 millimeter. Den regnigaste månaden är november, med i genomsnitt 107 mm nederbörd, och den torraste är augusti, med 32 mm nederbörd.